# Čorićev toranj
Čorićev toranj (također poznat kao Čorićev turanj) u Vodicama šibenska je komunalna utvrda. Taj je toranj branio naselje Vodice i strateški izvor pitke vode na zapadu šibenskoga distrikta od Osmanlija. Kula je sagrađena 1533. godine nakon što je šibenski plemić Jeronim de Saracenis ugovorio gradnju s klesarom Ivanom iz Hvara. Toranj je odigrao važnu ulogu u jedinom povijesno poznatom napadu Osmanlija na središte Vodica početkom Kandijskog rata 1646. godine. Toranj je pretvoren u stambeni objekt najvjerojatnije tijekom 18. stoljeća, nakon osmanlijske opasnosti. Čorićev toranj jedina je sačuvana obrambena kula od nekadašnjih triju obrambenih kula u Vodicama.